# Слиш Максим Юрійович
Максим Юрійович Слиш (20 січня 1979, м. Мінськ, СРСР) — білоруський хокеїст, нападник. Виступає за «Кристал» (Саратов) у Вищій хокейній лізі. Майстер спорту.
Хокеєм займається з 1987 року, перший тренер — Г.І. Бандурін. Виступав за команди «Динамо» (Мінськ), «Керамін» (Мінськ), «Брест» (Франція), «Юніор» (Мінськ), ХК «Гомель», «Юність» (Мінськ).
У складі національної збірної Білорусі провів 10 матчів (2+2). У складі молодіжної збірної Білорусі учасник чемпіонату Європи 1997 (група B), чемпіонатів світу 1997 (група C) і 1999. 
Одружений, має двох дітей.
Досягнення
- Чемпіон Білорусі (2004, 2008, 2009, 2010, 2011)
- Володар Кубка Білорусі (2008, 2009, 2010)
- Володар Континентального кубка (2011).